# 게리 템플턴
게리 루이스 템플턴(Garry Lewis Templeton), 1956년 3월 24일 ~ )은 미국의 전 프로 야구 선수로, 별명은 "점프스테디"(Jumpsteady)이다. 메이저 리그 베이스볼(MLB)에서 유격수로 활약하였다. 16시즌 동안 세인트루이스 카디널스, 샌디에이고 파드리스, 뉴욕 메츠 등지에서 뛰었다.